# Фэрбенк, Розалин
Розалин Дорис Фэрбенк (англ. Rosalyn Doris Fairbank, в замужестве Нидеффер, англ. Nideffer; род. 2 ноября 1960) — южноафриканская и американская теннисистка. Двукратная победительница Открытого чемпионата Франции (1981, 1983) в женском парном разряде, двукратная финалистка турниров Большого шлема в женском и смешанном парном разряде.

## Биография
Участвовала в международных соревнованиях с 1977 года и в турнирах Большого шлема начиная с 1978 года, когда впервые выступила в Открытом чемпионате Франции.
В 1980 году выиграла Wimbledon Plate — утешительный турнир среди участниц Уимблдона, выбывших из борьбы за главный трофей в первых двух раундах. В 1981 и 1983 году дважды выиграла Открытый чемпионат Франции в женском парном разряде — сначала с соотечественницей Таней Харфорд, а затем с американкой Кэнди Рейнольдс. В 1983 году Рейнольдс и Фэрбенк также сыграли в финале Открытого чемпионата США, где во встрече первой и второй пар турнира уступили местному тандему Мартина Навратилова/Пэм Шрайвер. Позже, в 1986 году, Фэрбенк дошла на Открытом чемпионате Франции до финала также в миксте с австралийцем Марком Эдмондсоном. Лучшими результатами Фэрбенк за карьеру на турнирах Большого шлема в одиночном разряде были два выхода в четвертьфинал на Уимблдоне в 1988 и 1989 году. В четвертьфинале 1988 года она была близка к победе над действующей чемпионкой Навратиловой, выигрывая 4-2 сначала во втором, а затем в третьем сете, но уступила со счётом 6-4, 4-6, 5-7.
В 1989 году вышла замуж за спортивного психолога Роберта Нидеффера и в дальнейшем играла под фамилией мужа. С 1980-х годов проживала в Сан-Диего (США), позже получила американское гражданство. Несмотря на это, в 1990-е годы выступала в Кубке Федерации за сборную ЮАР (2 поражения в одиночном и 1 победа в парном разряде). Продолжала выступления до 1997 года (в одиночном разряде — до 1995). В общей сложности за карьеру выиграла 1 турнир женского профессионального тура в одиночном разряде (в 1983 году в Ричмонде) и 19 в парном.
В 2000-е годы выступает в турнирах ветеранов в различных возрастных категориях. В 2012 году стала чемпионкой мира в одиночном разряде в возрастной категории старше 50 лет после победы над американкой Фрэн Чандлер. Завоёвывала со сборной США Кубок Марии Эстер Буэно (командный чемпионат мира ITF среди женщин старше 50 лет), многократная чемпионка США в возрастных категориях старше 40 и старше 50 лет.

## Место в рейтинге в конце года
| Год              | 1983 | 1984 | 1985 | 1986 | 1987 | 1988 | 1989 | 1990 | 1991 | 1992 | 1993 | 1994 | 1995 | 1996 |
| ---------------- | ---- | ---- | ---- | ---- | ---- | ---- | ---- | ---- | ---- | ---- | ---- | ---- | ---- | ---- |
| Одиночный разряд | 27   | 32   | 38   | 28   | 36   | 38   | 22   | 24   | 91   | 46   | 62   | 828  | 250  | -    |
| Парный разряд    | —    | —    | —    | 12   | 19   | 22   | 22   | 35   | 47   | 30   | 82   | 191  | 151  | 41   |

## Финалы турниров Большого шлема за карьеру

### Женский парный разряд (2-1)
| Результат | Год  | Турнир                         | Покрытие | Партнёрша       | Соперницы в финале              | Счёт в финале  |
| --------- | ---- | ------------------------------ | -------- | --------------- | ------------------------------- | -------------- |
| Победа    | 1981 | Открытый чемпионат Франции     | Грунт    | Таня Харфорд    | Кэнди Рейнольдс Пола Смит       | 6-1 6-3        |
| Победа    | 1983 | Открытый чемпионат Франции (2) | Грунт    | Кэнди Рейнольдс | Кэти Джордан Энн Смит           | 5-7 7-5 6-2    |
| Поражение | 1983 | Открытый чемпионат США         | Хард     | Кэнди Рейнольдс | Мартина Навратилова Пэм Шрайвер | 7-6(5) 1-6 3-6 |

### Смешанный парный разряд (0-1)
| Результат | Год  | Турнир                     | Покрытие | Партнёр        | Соперники в финале    | Счёт в финале |
| --------- | ---- | -------------------------- | -------- | -------------- | --------------------- | ------------- |
| Поражение | 1986 | Открытый чемпионат Франции | Грунт    | Марк Эдмондсон | Кэти Джордан Кен Флэк | 6-3 6-7 3-6   |